# Demonax hefferni
Demonax hefferni är en skalbaggsart som beskrevs av Dauber 2006. Demonax hefferni ingår i släktet Demonax och familjen långhorningar. Inga underarter finns listade i Catalogue of Life.